# Video Programming System
Video Programming System (VPS) – telewizyjny system sterowania magnetowidami i nagrywarkami DVD, wykorzystujący ukryte kody przekazywane w sygnale telegazety. Sygnał VPS przekazuje magnetowidowi informację o faktycznym czasie rozpoczęcia emisji programu. Po raz pierwszy sygnał VPS został wyemitowany w 1985 roku przez niemiecką stację ARD. 
W nowszych urządzeniach, szczególnie w krajach anglojęzycznych, system realizujący funkcje VPS występuje pod nazwą PDC (Programme Delivery Control). Sygnał PDC posiada taki sam format jak starszy VPS, lecz jest nadawany w inny sposób. 
Z systemu VPS korzystają stacje niemieckie, szwajcarskie i czeskie, PDC wykorzystywany jest w Wielkiej Brytanii, Finlandii, Holandii. Polskie stacje telewizyjne nie używają żadnego z tych systemów. VPS przekazywany jest w niektórych programach dostępnych z satelity Astra.
Systemy VPS/PDC często mylone są z systemem ShowView, który realizuje podobne funkcje na innej zasadzie.